# Rengårdstjärnen (Burträsks socken, Västerbotten)
Rengårdstjärnen är en sjö i Skellefteå kommun i Västerbotten och ingår i Rickleåns huvudavrinningsområde.